# 野生廚房
《野生廚房》（英語：Wild Kitchen），是由芒果TV、原子娛樂打造的原創美食探尋節目，由主持人和嘉賓前往食材原產地，通過對當地食材和文化的聯繫理解，以創意來烹飪出自己的料理，體驗城市中沒有的趣味。 CHOCO TV 2018年10月27日起，每週六18:00跟播。第二季於2019年11月17日首播。

## 播出時間

### 第一季
| 頻道/影音 | 所在地   | 播出日期       | 播出時間        |
| --------- | -------- | -------------- | --------------- |
| 芒果TV    | 中国大陆 | 2018年10月27日 | 每週六 中午12點 |
| CHOCO TV  | 臺灣     | 2018年10月27日 | 每週六 晚上6點  |

### 第二季
| 頻道   | 所在地 | 播映日期       | 播出時間     |
| ------ | ------ | -------------- | ------------ |
| 芒果TV | 中国   | 2019年11月17日 | 每週日 12:00 |

## 成員
第一季：
- 汪涵
- 李誕 （第七期之後退出）
- 林彦俊（因工作缺席第八期）
- 姜妍（第六期開始成為常駐）
- 歐弟（第八期開始成為常駐）

第二季：
- 汪涵
- 姜妍
- 林依輪
- 汪蘇瀧（因工作缺席第三期）
- 柳任

## 飛行嘉賓
第一季
| 集數   | 首播日期       | 地點                   | 嘉賓           |
| 第1期  | 2018年10月27日 | 重慶仙女山國家森林公園 | 陳赫           |
| 第2期  | 2018年11月3日  | 酉陽何家岩             | ONER           |
| 第3期  | 2018年11月10日 | 抚远市                 | 姜妍、歐漢聲   |
| 第4期  | 2018年11月17日 | 黑龍江雙鴨山八五三農場 | 錢楓           |
| 第5期  | 2018年11月24日 | 黑龍江雙鴨山八五三農場 | 姜妍、柳岩     |
| 第6期  | 2018年12月1日  | 海南萬寧               | 李菲兒         |
| 第7期  | 2018年12月8日  | 海南文昌               | 王鷗           |
| 第8期  | 2018年12月15日 | 雲南熱帶雨林           | 歐弟、蘇見信   |
| 第9期  | 2018年12月22日 | 雲南景洪市基諾山       | 楊芸晴、賴美雲 |
| 第10期 | 2018年12月29日 | 雲南麗江玉龍雪山       | 陳喬恩、郭小煒 |
| 第11期 | 2019年1月5日   | 延邊朝鮮族自治州和龍市 | 程瀟、王琳凱   |
| 第12期 | 2019年1月12日  | 延邊先鋒林場           | 林更新         |

第二季
| 集數   | 首播日期       | 地點                     | 嘉賓                 |
| 第1期  | 2019年11月17日 | 新疆博爾塔拉蒙古自治州   |                      |
| 第2期  | 2019年11月24日 | 新疆瓊庫什台村           | 潘粵明               |
| 第3期  | 2019年12月1日  | 新疆瓊庫什台             | 艾福杰尼             |
| 第4期  | 2019年12月8日  | 貴州荔波縣瑤山鄉         | 何潔                 |
| 第5期  | 2019年12月15日 | 貴州台江縣               |                      |
| 第6期  | 2019年12月22日 | 貴州平塘縣甲茶村         |                      |
| 第7期  | 2019年12月29日 | 江南磐安                 | 宣璐                 |
| 第8期  | 2020年1月5日   | 江南嵊州                 | 管櫟、李振寧、嘉羿   |
| 第9期  | 2020年1月12日  | 江南安徽廣德             |                      |
| 第10期 | 2020年1月19日  | 廣西桂南                 | 王子異               |
| 第11期 | 2020年1月26日  | 廣西欽州欽北             | 高嘉朗、馮青、代雲帆 |
| 第12期 | 2020年2月2日   | 欽州市欽南區沙角村紅樹林 | 林彥俊               |

## 外部連結
- 野生廚房的新浪微博（简体中文）